# 2002년 대한민국의 베스트셀러 목록
다음은 2002년 대한민국의 베스트셀러 목록이다. 

## 종합
1. 아홉살 인생(양장본 HardCover)
2. 봉순이 언니
3. 그 많던 싱아는 누가 다 먹었을까
4. 오페라의 유령
5. 괭이부리말 아이들(양장본 HardCover)
6. 연탄길 1
7. 뇌(상)
8. 그러나 나는 살아가리라
9. 화
10. 모랫말 아이들(어른을 위한 동화)
11. 화성에서 온 남자 금성에서 온 여자
12. TV동화 행복한 세상
13. 누가 내 치즈를 옮겼을까
14. 창가의 토토
15. 백범일지(보급판 2판)
16. 모리와 함께한 화요일(양장본 HardCover)
17. 혼자만 잘 살믄 무슨 재민겨(개정증보판)(고집쟁이 농사꾼의 세상사는 이야기 1)
18. 신경림의 시인을 찾아서
19. 이보영의 120분 영문법(TAPE3개포함)
20. 달라이 라마의 행복론
21. 위대한 개츠비
22. 무량수전 배흘림기둥에 기대서서(보급판)
23. 50 ENGLISH(TAPE2개포함)
24. NEXT SOCIETY
25. 이익훈 EYE OF THE TOEIC
26. 무소유(2판)(양장본 HardCover)
27. 협상의 법칙
28. 내 영혼이 따뜻했던 날들(2판)
29. 호밀밭의 파수꾼(문예세계문학선 3)
30. 블루데이북(The Blue Day Book Series 1)
31. 괴물 1
32. 단순하게 살아라
33. 그리스 로마 신화 10(트로이 트로이)(만화로 보는)
34. 이윤기의 그리스 로마 신화 1
35. 한비야의 중국견문록
36. 등대지기
37. 영원한 리베로
38. 반지의 제왕(전6권)
39. 세계가 만일 100명의 마을이라면
40. 부자 아빠 가난한 아빠 1
41. 우동 한그릇
42. 가시고기
43. 이익훈 EAR OF THE TOEIC
44. 지금 알고 있는 걸 그때도 알았더라면(잠언시집)
45. 상실의 시대(원제: 노르웨이의 숲)(3판)
46. 셜록 홈즈 전집 1(주홍색 연구)(양장본 HardCover)
47. 토마토:토익점수마구올려주는토익(READING)
48. 환상동화집(양장본 HardCover)
49. 열두살에 부자가 된 키라
50. TOEIC 답이 보인다(4판)(CASSETTE TAPE 3개 포함)(4판)

## 같이 보기
- 대한민국의 베스트셀러